# Cessna 180
Le Cessna 180 Skywagon est un avion de tourisme monomoteur à quatre ou six places, construit par la société Cessna entre de 1953 et 1981.

## Historique
En complément du 170, Cessna introduit en 1953 le 180, une version plus lourde, d'une masse maximale 1 157 kg, et plus puissante, avec un moteur Continental O-470 de 230 ch. Le premier vol du prototype a lieu le 26 mai 1952.
En 1956, Cessna dévoile le 182, une évolution à train tricyclique du Cessna 180.
En 1963, Cessna certifie la version 180G, disposant de six sièges et d'une masse maximale de 1 270 kg.
La dénomination Skywagon apparaît en 1964 avec la version 180H.

## Caractéristiques

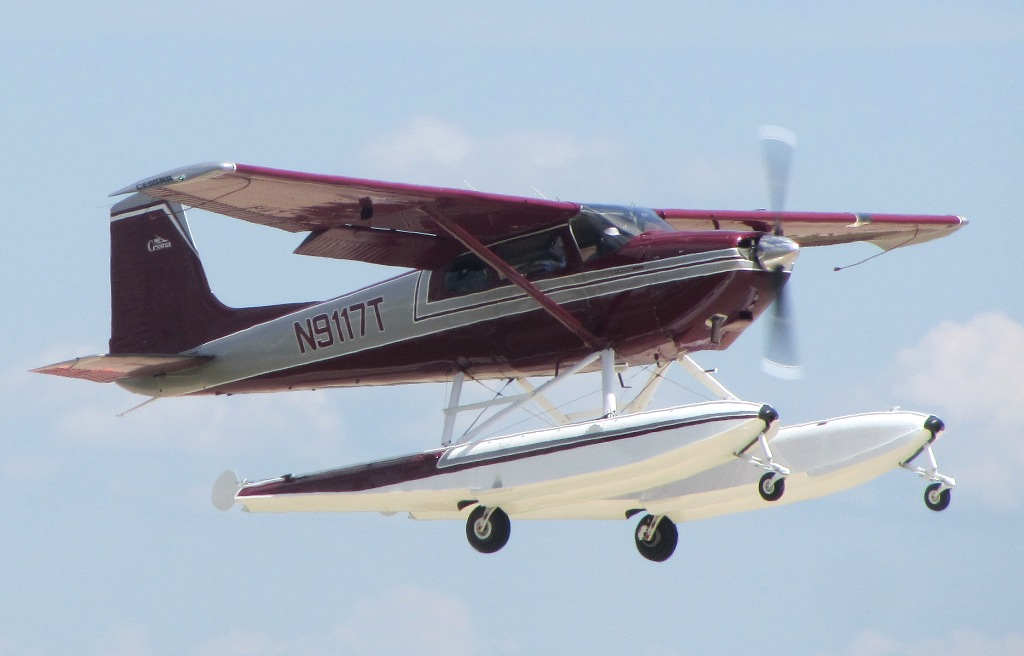
Cessna 180 B équipé de flotteurs

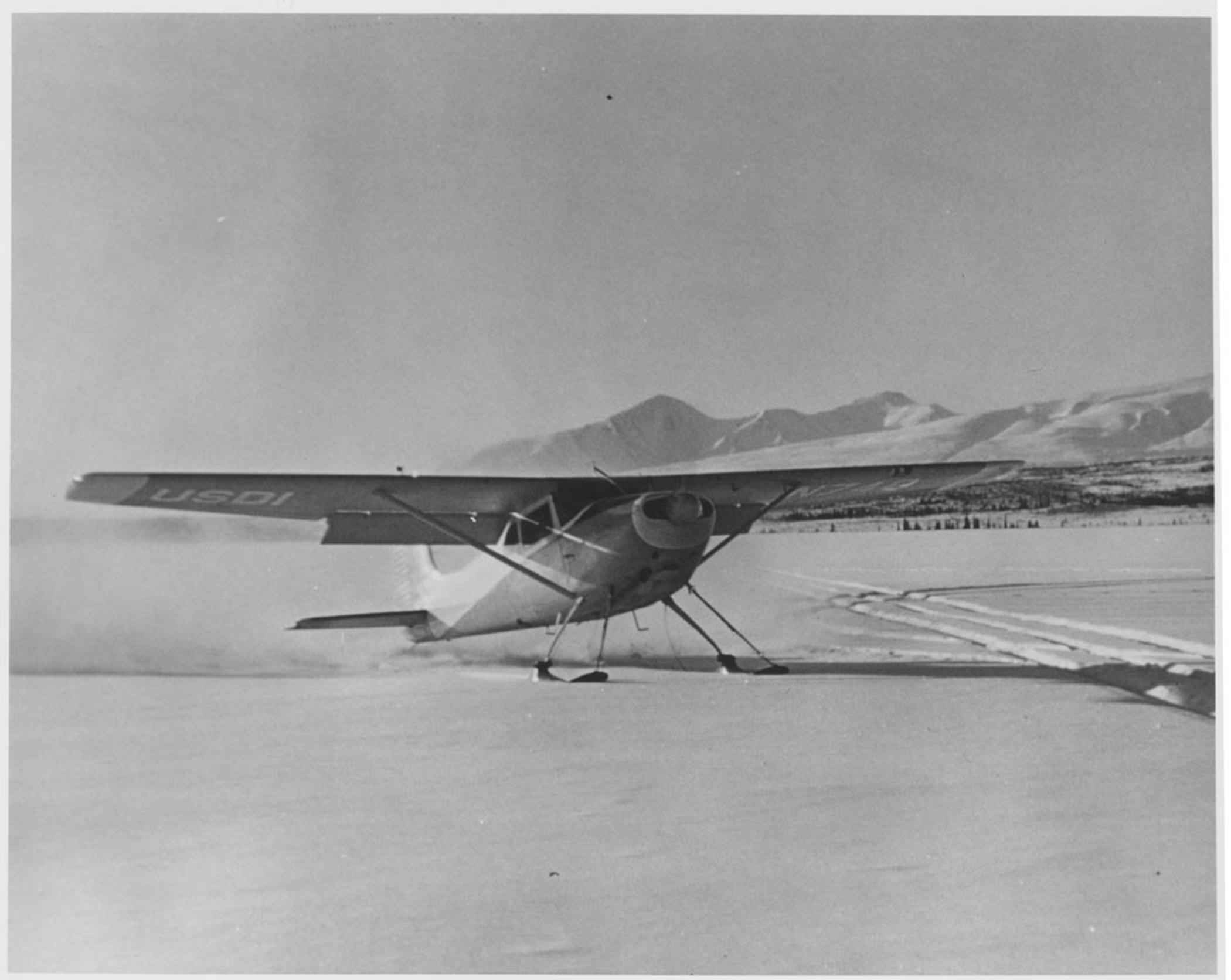
Cessna 180 équipé de skis

Le Cessna 180 possède une architecture à ailes hautes et train classique et une structure en aluminium. Ils peuvent être équipés de flotteurs ou de skis.

### Specifications (180 K landplane)
Données de FAA et Cessna ,
Caractéristiques générales
- Équipage : 1
- Capacité : 5
- Longueur : 7,85 m
- Envergure : 10,92 m
- Hauteur : 2,36 m
- Surface alaire : 16,2 m2
- Masse à vide : 771 kg
- Masse maximale au décollage : 1 270 kg
- Moteur : 1  Continental O-470-U de 170 kW (230 ch)

 Performances 
- Vitesse à ne jamais dépasser : 313 km/h
- Vitesse maximale : 257 km/h
- Vitesse de croisière : 202 km/h
- Vitesse de décrochage : 89 km/h
- Distance franchissable : 1 648 km
- Plafond : 5 400 m
- Vitesse ascensionnelle : 5,6 m/s